# Rojas (Burgos)
Rojas es un municipio y localidad española de la provincia de Burgos, en la comunidad autónoma de Castilla y León. Forma parte del partido judicial de Briviesca y de la comarca de Bureba.

## Geografía
Está situado al este de La Bureba junto al Santuario de Santa Casilda. Tiene un área de 25 km² con una población de 63 habitantes (INE 2020) y una densidad de 2,52 hab/km².

### Núcleos de población
El municipio incluye dos localidades: Rojas, la capital, y Quintanilla cabe Rojas.

## Historia
Villa en la cuadrilla de Rojas, era una de las siete en que se dividía la Merindad de Bureba, perteneciente al partido de Bureba, jurisdicción de realengo con regidor pedáneo.
A la caída del Antiguo Régimen queda constituida en ayuntamiento constitucional del mismo nombre, en el partido Briviesca, región de Castilla la Vieja. Contaba entonces con 200 habitantes.

## Demografía
Rojas cuenta con una población de 58 habitantes (INE 2024).
| Gráfica de evolución demográfica de Rojas entre 1842 y 2021 |
| |
| Población de derecho según los censos de población del INE. Población de hecho según los censos de población del INE.Entre el censo de 1857 y el anterior, crece el término del municipio porque incorpora a Piérnigas y Quitanilla Cabe Rojas. Entre el censo de 1897 y el anterior, crece el término del municipio porque incorpora a Quintana Urria que entonces era una entidad de Carcedo de Bureba. Entre el censo de 1930 y el anterior, disminuye el término del municipio porque independiza a Piérnigas. |

| 1991 |  | 1996 |  | 2001 |  | 2015 |  | 2020 |
| ---- |  | ---- |  | ---- |  | ---- |  | ---- |
| 103  |  | 108  |  | 97   |  | 72   |  | 63   |

## Comunicaciones
Situada en la carretera local BU-V-5104 entre Quintana-Urria y Piérnigas.

## Cultura

### Fiestas y costumbres
El 9 de abril celebran la festividad de Santa Casilda con misa y procesión. Las fiestas patronales de su santo, san Andrés, son el segundo fin de semana del mes de septiembre.

### Parroquia
De la iglesia parroquial católica de San Andrés Apóstol, en el arciprestazgo de Oca-Tirón, diócesis de Burgos, dependen las siguientes localidades:
- Movilla
- Piérnigas
- Quintanabureba
- Quintana-Urria
- Quintanilla cabe Rojas